# 赵燏黄
赵燏黄（1883年2月27日—1960年7月8日），原名汝询，别名一黄，字午乔，号药农，又号老迟、高翁，笔名去非，江苏武进人，中国生药学界元老，中国现代本草学和生药学先驱。曾发表学术著作五种，论文七十余篇，遗稿有《本草新诠》等。其它未发表之著作甚多，因屡经动乱，大都散失。

## 生平
來自江苏省武进县青山門趙氏家族。其高祖趙洲為趙鳳昌曾祖趙涵二兄。祖趙炯兼祧伯父趙柱及本生父趙權。父趙堉（原名贊元，字蔭元，號映沅，晚號樾道人，又號樾園老人，1851-1934）為趙炯第四子，光緒三十三年（1907年）賑濟水災有利捐五品職，後經商。母為同邑太學生江友生長女。趙映沅共有四子（其中次子與四子早殤）與六女（其中長女與四女早逝）, 趙燏黄為其長子。弟趙汝調(字壽喬，1897-1955）曾留學日本，其夫人為同邑屠錦濤長女。後與同鄉許冠群及内弟屠煥生等共同創辦上海新亞藥廠。
趙燏黄於1887－1889年在私塾学习，1900－1904年在常州延陵书院院长刘申孙家任教师，并得刘氏之传学，为日后整理本草奠定坚实的基础。光绪戊戌变法失败，赵燏黄接受新思潮，在家乡结社，讲求实用科学。后闻锺观光在上海实学通艺馆附设的理化传习所教授物理学、化学，即赴沪求学，当时除学习江南制造局译的化学、物理教材外，还参考日本下山顺一郎等著的《无机化学》及《有机化学》，因知化学与药学之密切关系，便有志于药学。1905年春，应金天翮之聘，到苏州同里学校任物理学、化学教员。
1905年秋自费赴日本留学，在东京大成中学校肄业，后入正则英语学校及预备学校学习。1907年，入东京药学专门学校学习，1909年毕业，补江宁公费生，考入东京帝国大学药学科选科深造，先在生药学教室下山顺一郎指导下学习生药学，后又在药物化学教室长井长义指导下专研生药化学。
1907年，赵与王焕文、曾贞、伍晟、蔡锺杰等在东京发起留日药学生组织中华药学会，选举王焕文为会长，伍晟为总干事，赵燏黄为书记。他积极参加学术活动，曾以研究之所得，在学会组织的学术报告会上宣读《川厚朴挥发油结晶成分之研究》和《胡麻油之分析化学》2篇论文。
1910年，赵燏黄加入同盟会。1911年10月武昌起义，参加留日医药学生组织红十字会归国支援民军。辛亥革命时在浙军都督府、沪军都督府作医药救护工作。1912年，南京临时政府成立，任内务部卫生局科长，政府迁北京后，任内务部卫生司科长、代理司长。1912年，曾再度赴日，到帝国大学办理毕业手续，获药学学士学位。不久，政府改组，卸任出京，赋闲居沪。
1928年，赵燏黄受上海国立中央研究院总干事杨杏佛之托，草拟了《国立中央研究院拟设中药研究所计划书》 。1929年，受蔡元培之聘，任中央研究院化学研究所国药研究室研究员，专门进行本草学和生药学的研究。1934年9月，杨杏佛遇刺后，赵应浙江省立医药专科学校药科主任黄鸣龙聘返该校教授生药学。1934年，黄鸣龙赴德国深造，赵又应北平研究院院长李石曾之聘，任生理学研究所研究员，继续整理本草，研究国药。
七七事变后，赵燏黄在北平赋闲。1940年，任北平新亚药厂华北分厂厂长，专门从事利用华北及蒙疆产麻黄草提取麻黄素的研究。这时期在北京大学医学院设立了中药研究所，赵燏黄受医学院院长兼所长鲍鉴清之聘，任医学院额外教授兼中药研究所专任研究员。1943年秋，医学院成立药学系，赵兼任生药学教授。
抗日战争胜利后，赵一度担任药学系主任，1946年，国民党政府接收北京大学，医学院改称北平临时大学第六分班。由于院内英美派排挤德日派，他被迫离开药学系。后出任北平陆军医院药局主任并从事业余研究。1948年，赵曾以“赵氏生药学化学研究所”名义送交平津区十二科学团体北平药学会论文摘要。
1949年2月，华北人民政府卫生部接手陆军医院，殷希彭得知赵燏黄曾发表过《祁州药志》等专著，赞赏赵的研究中药以代替西药进口的主张，但当时尚无此机构，新建则人力物力均有困难。6月9日，赵燏黄写了《研究中药之经历及今后继续研究未竟工作之愿望》的报告。8月，赵重新回到北京大学医学院药学系任教，次年药学系增设药学专修科，赵燏黄承担了极重的教学任务。1950年冬，他积劳成疾，左眼患青光眼而失明，但仍带病亲自拟定教学大纲和教学改革方案，编写《实用生药学》、《生药学讲义》。1955年全国首届西医学习中医研究班开班，赵提出中药与中医一样，应当举办西药人员系统学习中药的研修班。1956年，卫生部委托北京中医学院办一期中药研究班，他将自用的《本草学讲义》重编本，借给该班开设《本草史》，并为该班师生答疑解惑。1960年，赵因病去世。